# ولادیمیر روسین
ولادیمیر روسین (انگلیسی: Vladimir Rosin؛ زادهٔ ۱۱ آوریل ۱۹۳۲) کشتی‌گیر فرنگی اهل اتحاد جماهیر شوروی بود.
وی در مسابقات کشوری و بین‌المللی در مجموع برندهٔ ۱ مدال طلا شده‌است.